# Jaki Liebezeit
Jaki Liebezeit est un batteur allemand, né le 26 mai 1938 à Dresde et mort le 22 janvier 2017 à Cologne.
Il est surtout connu pour avoir été l'un des fondateurs du groupe de krautrock Can. Il fut considéré comme être « l'un des rares batteurs à mêler de façon convaincante le funky et le cérébral ».

## Biographie
Jaki Liebezeit grandit dans sa ville de naissance, Dresde, et s'intéresse très tôt à la musique, en particulier au jazz. Dès 1961, il joue dans un grand nombre de groupes de free jazz, avant de devenir batteur de Manfred Schoof. Il s'ouvre progressivement au rock psychédélique, et rejoint le groupe Can en 1968. Il joue un rôle prépondérant dans l'élaboration du son du groupe, en particulier sur la chanson Halleluhwah de l'album Tago Mago. Il reste également reconnu pour son style de jeu métronomique ; les autres musiciens l'ont d'ailleurs qualifié à maintes reprises de « mi-homme, mi-machine ».
Après la séparation de Can en 1979, il rejoint le groupe Phantomband l'année suivante. Il crée les projets Drums off Chaos et Club off Chaos en 1996, en compagnie de Dirk Herweg et Boris Polonski. Il travailla par la suite avec de nombreux artistes tels que Jah Wobble et Philip Jeck, en plus de ses nombreuses contributions pour Depeche Mode, Brian Eno et Burnt Friedman.
Le 22 janvier 2017, le groupe annonce sa mort, due à une pneumonie soudaine. Il est enterré au Melaten-Friedhof de Cologne.

## Discographie
Avec Can : voir discographie de Can.